# Giornea

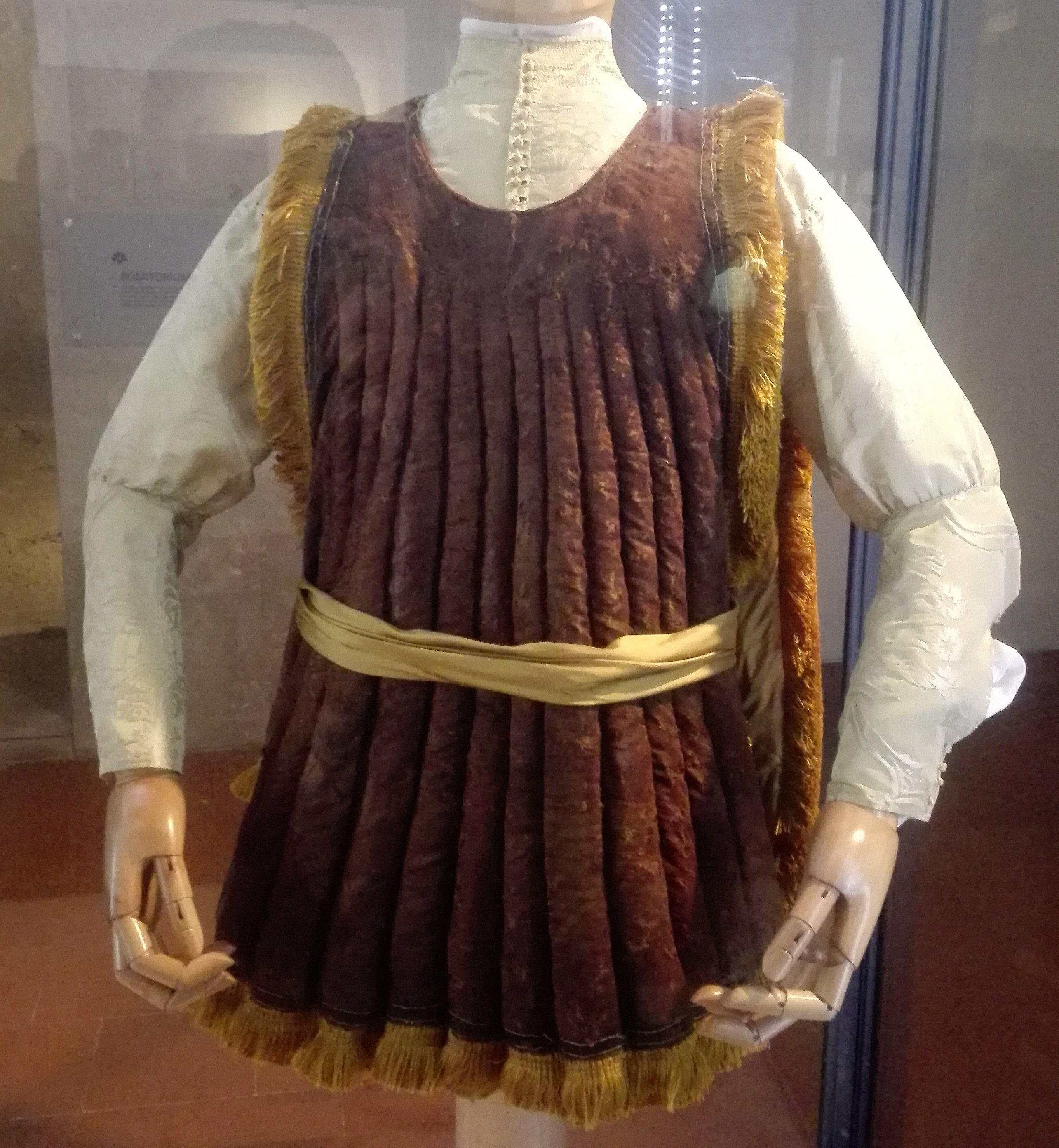
L'unico esemplare originale di giornea attualmente esistente, conservato presso il museo dell'Opera di San Francesco a Folloni a Montella, in provincia di Avellino

La giornèa (da giorno, probabilmente nel senso di "veste di tutti i giorni") è una sopravveste il cui uso in Italia è documentato dal secolo XIV fino a dopo la metà del secolo XV, caratterizzata da aperture laterali, simili a quelle della pianeta dei sacerdoti cattolici.
Di origine militare (secolo XIV), a partire dal secolo XV fu usata in ambito civile, anche dalle donne. In seguito fu arricchita da una fodera di pelliccia o di seta e di maniche aperte per lasciare spazio a quelle del vestito.
La giornea dei cavalieri prese il nome di giornea a divisa e poteva essere ornata di stemmi e insegne. Quelle delle donne erano spesso caratterizzata da maniche foderate di pelliccia o di colore diverso.
Attualmente esiste un solo esemplare originale di giornea, conservato presso il convento di San Francesco a Folloni a Montella, rinvenuto nel 2004 e restaurato da Lucia Portoghesi, che fa parte dei paramenti funebri del conte Diego I Cavaniglia, morto nel 1481 nella battaglia di Otranto contro i turchi..